# Tralli-Valli
| Recensione | Giudizio |
| ---------- | -------- |
| Miamusic   | 4.75/10  |

Tralli-Valli è il terzo album in studio della cantante ucraina Vjerka Serdjučka, pubblicato nel ottobre 2006 dalla Mama Music e Sojuz.

## Tracce
1. Intro "V smysle načalo" – 0:33 (Andrij Danylko)
2. Ljubi menja – 2:05 (Tat'jana Zalužnaja)
3. Chorošo krasavicam – 3:24 (Tat'jana Zalužnaja)
4. Beri vsë (čto u menja est') – 3:23 (Tat'jana Zalužnaja)
5. Trali-vali – 3:04 (Tat'jana Zalužnaja)
6. Plakat' ili radovat'sja – 3:35 (Tat'jana Zalužnaja)
7. A ja smejus' – 3:16 (Tat'jana Zalužnaja)
8. Scenka 1 – 0:19 (Andrij Danylko)
9. Pomada – 3:38 (Arkadij Harcman, Andrij Danylko)
10. Kievskij vokzal – 3:14 (Tat'jana Zalužnaja)
11. SMS-očka – 3:07 (Arkadij Harcman, Andrij Danylko)
12. Sama sebe – 3:04 (Tat'jana Zalužnaja)
13. Scenka 2 – 1:02 (Andrij Danylko)